# Gymnosporia matoboensis
Gymnosporia matoboensis är en benvedsväxtart som beskrevs av Jordaan. Gymnosporia matoboensis ingår i släktet Gymnosporia och familjen Celastraceae. Inga underarter finns listade.